# Breidablik Peak
Breidablik Peak är en bergstopp i Kanada.   Den ligger i territoriet Nunavut, i den östra delen av landet, 2 400 km norr om huvudstaden Ottawa. Toppen på Breidablik Peak är 1 650 meter över havet.
Terrängen runt Breidablik Peak är bergig åt nordväst, men åt sydost är den kuperad. Trakten runt Breidablik Peak är nära nog obefolkad, med mindre än två invånare per kvadratkilometer.. Det finns inga samhällen i närheten. 
Trakten runt Breidablik Peak är permanent täckt av is och snö.